# Марк! Лопес
марк! Лопес (англ. mark! Lopez) — американский экологический активист. Он является исполнительным директором сообщества East Yard, которое выступает за экологическую справедливость. В 2017 году он выиграл Премию Голдманов в области охраны окружающей среды.

## Биография
Он окончил Калифорнийский университет в Санта-Круз и Калифорнийский государственный университет в Нортридже.
Его бабушка — Хуана Беатрис Гутьеррес, соучредитель организации Mothers of East Los Angeles.
Он лоббировал ликвидацию загрязнения свинцовыми батареями в Верноне (Калифорния). Он организовал акцию протеста в Гражданском центре Лос-Анджелеса.